# Festival des 3 Continents 1994
Le Festival des 3 Continents 1994, 16e édition du festival, s'est déroulé du 22 au 29 novembre 1994.

## Jury
- Peter Fleischmann : réalisateur allemand
- Nicolae Caranfil : réalisateur roumain
- Ingeborga Dapkūnaitė : actrice lituanienne
- Jean-Marc Trivier : photographe belge
- Teresa Villaverde : réalisatrice portugaise

## Sélection

### En compétition
| Titre               | Réalisation          | Pays         |
| ------------------- | -------------------- | ------------ |
| Amnesia             | Gonzalo Justiniano   | Chili        |
| La Vie en rose      | Kim Hong-jun         | Corée du Sud |
| L'île étoilée       | Park Kwang-su        | Corée du Sud |
| English, August     | Dev Benegal          | Inde         |
| L’Homme servile     | Adoor Gopalakrishnan | Inde         |
| Les Abadanis        | Kyanoush Ayari       | Iran         |
| Stranger            | Timour Suleimenov    | Kazakhstan   |
| Deux Crimes         | Roberto Sneider      | Mexique      |
| Aldas               | Choymbolyn Jumdaan   | Mongolie     |
| The Eldest Daughter | Sumitra Peries       | Sri Lanka    |
| Vive l'amour        | Tsai Ming-liang      | Taïwan       |

### Autres programmations
- Brésil : As Chanchadas
- Rétrospective du cinéma mongol
- Hommage à Ahmed Bahaeddine Attia
- Œuvres marquantes et inédites du cinéma philippin[2]

## Palmarès
- Montgolfière d'or : Deux Crimes de Roberto Sneider
- Montgolfière d'argent : English, August de Dev Benegal
- Prix d’interprétation féminine : Choi Myung-gil dans L'île étoilée
- Prix d’interprétation masculine : Lee Kang-sheng dans Vive l'amour
- Prix du meilleur premier film: English, August de Dev Benegal
- Prix de la mise en scène : Vive l'amour de Tsai Ming-liang
- Prix du public : L'île étoilée de Park Kwang-su[2]